# Mo Williams
Maurice Williams, detto Mo (Jackson, 19 dicembre 1982), è un allenatore di pallacanestro ed ex cestista statunitense, professionista nella NBA.

## Carriera

### Utah Jazz (2003-2004)
Mo Williams fu scelto nel Draft NBA 2003 dagli Utah Jazz al secondo turno come 49ª scelta assoluta. Durante la sua stagione da matricola ha una media di 5 punti e 1,3 assist a partita.

### Milwaukee Bucks (2004-2008)
L'anno successivo, dopo essere stato svincolato dai Jazz, passa ai Milwaukee Bucks. Durante la prima stagione, complice l'infortunio del playmaker titolare T.J. Ford, Williams ha una media di 10,2 punti e 6,1 assist. Nel suo nuovo ruolo da titolare ha mostrato un particolare talento per i tiri decisivi, mettendo a segno numerosi tiri-vittoria nella stagione 2005-06. Nella off-season 2006 i Bucks cedono Ford ai Toronto Raptors in cambio dell'ala grande Charlie Villanueva. Questo evento ha definitivamente aperto un posto da titolare per Williams. Nelle prime 17 partite della stagione 2006-07 ha una media di 15,6 punti, 5,1 rimbalzi e 6,2 assist in quasi 35 minuti di media a partita, tutti career-high. Il 20 dicembre 2006 mette a segno contro i Miami Heat la sua prima tripla doppia in carriera, con 19 punti, 11 rimbalzi e 10 assist. Nell'estate 2007 diventa free agent, ma decide poi di rifirmare un contratto di 5 anni a 52 milioni di dollari.

### Cleveland Cavaliers (2008-2011)
Il 13 agosto 2008 viene ceduto ai Cleveland Cavaliers in una trade che coinvolge ben tre squadre (Bucks, Cavs e Oklahoma City Thunder) e sei giocatori; nell'ambito della trade, oltre a Williams, Joe Smith e Desmond Mason vengono ceduti ai Thunder mentre Damon Jones, Luke Ridnour e Adrian Griffin vengono ceduti ai Bucks. Ai Cavs Williams sceglie di indossare la maglia numero 2 in quanto la 25 tradizionalmente usata da lui era stata ritirata in onore di Mark Price. Con i Cavaliers diventa definitivamente un giocatore di alto livello, arrivando a disputare l'All-Star Game del 2009 venendo scelto per sostituire l'infortunato Chris Bosh; era stato la seconda scelta alternativa, in quanto Ray Allen era stato scelto per sostituire l'infortunato Jameer Nelson. L'11 febbraio 2009 segna un career-high di 44 punti (oltre a 7 assist) contro i Phoenix Suns. Durante la stagione 2008-09 Williams è stato uno dei maggiori contributori a portare i Cavs a un bilancio di 66-16 (39-2 in casa), il migliore nella NBA. Dopo la partenza di LeBron James Williams diventa il leader dei Cavs. Nonostante molte voci di mercato, Williams stesso chiarì sul proprio account di Twitter di non essere in procinto di lasciare i Cavs. Criticò fortemente gli eventi riguardo alla partenza di James e ha risposto agli insulti rivolti ai Cavs dalla guardia dei Miami Heat Dwyane Wade. Il 14 novembre 2010 mise a segno il suo primo tiro allo scadere con la maglia dei Cavs, facendoli vincere per 83-81 contro i Milwaukee Bucks dopo aver tirato da 5 metri su Brandon Jennings a tempo scaduto. Durante quella partita Williams segnò 25 punti, risultando essere il miglior scorer dei Cavs durante quella partita.

### Los Angeles Clippers (2011-2012)

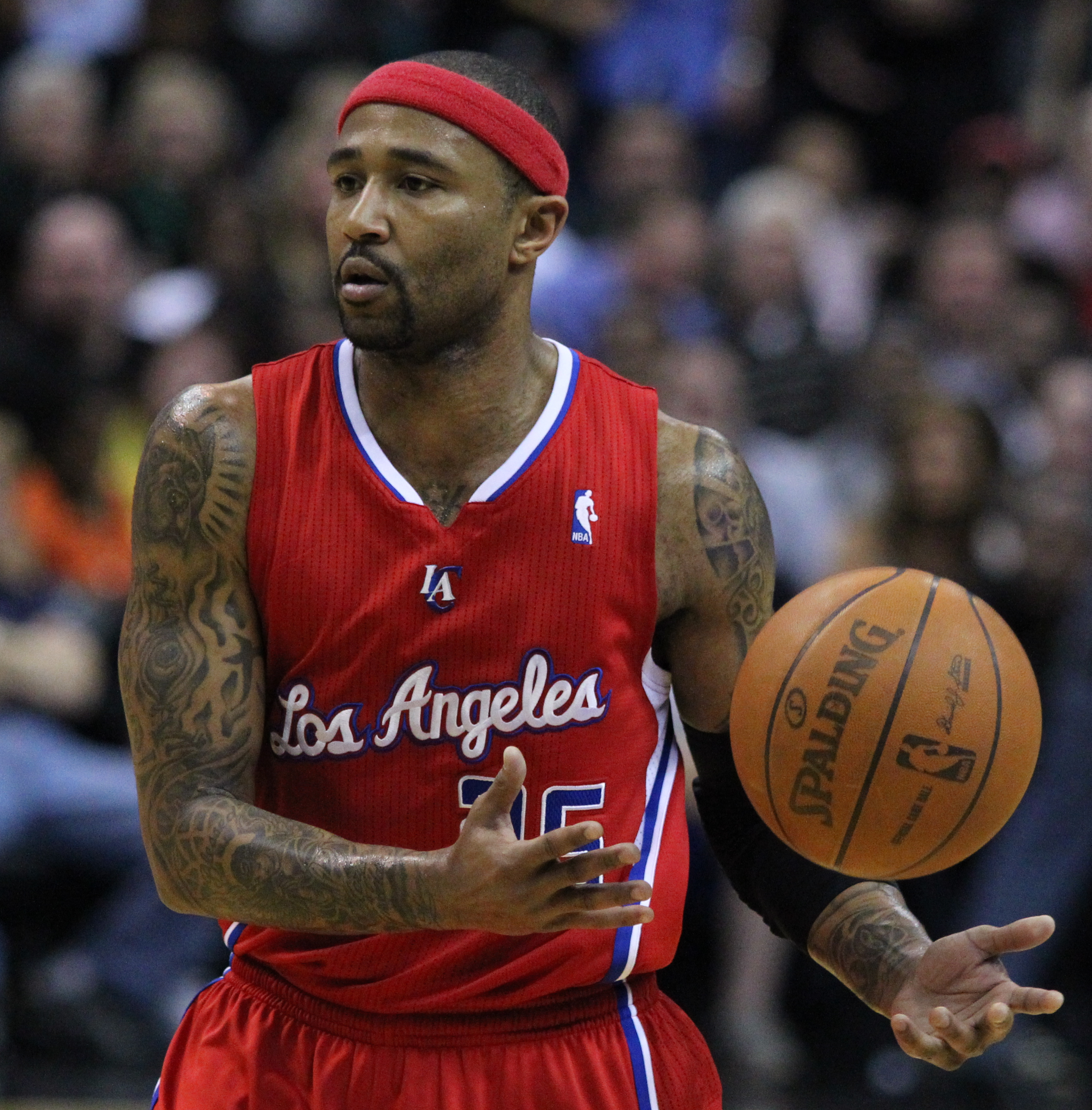
Mo Williams in azione con la canotta dei Los Angeles Clippers

Il 23 febbraio 2011 passò dai Cleveland Cavaliers ai Los Angeles Clippers insieme a Jamario Moon per Baron Davis più la scelta al primo giro del Draft NBA (che sarà poi Kyrie Irving). Williams viene immediatamente inserito nel quintetto titolare dei Clippers giocando sia da playmaker che da guardia. La stagione successiva i Clippers ingaggiano Chris Paul e Chauncey Billups, degradando Williams a sesto uomo. Riesce comunque a ottenere buone prestazioni anche da riserva classificandosi ottavo al Sixth Man of the Year.

### Ritorno agli Utah Jazz (2012-2013)
Il 29 Giugno 2012, ormai chiuso da altri Paul, Billups e Jamal Crawford, viene ceduto agli Utah Jazz (facendo così ritorno alla sua prima squadra NBA) in una trade a quattro squadre in cui i Clippers ricevono Lamar Odom e i Dallas Mavericks ricevono la trade exception dei Jazz. Nella trade i Clippers cedono anche la loro scelta al secondo giro al draft Furkan Aldemir agli Houston Rockets. Con gli Utah Jazz disputa soltanto una stagione dato che a fine anno i Jazz non gli rinnovano il contratto.

### Portland Trail Blazers (2013-2014)
L'8 agosto 2013, rimasto free agent, e senza aver trovato un contratto di buon spessore, firma per la squadra dei Portland Trail Blazers un contratto da 2.652.000 dollari con opzione sul secondo anno andando ad aiutare, nel ruolo di playmaker, il giovane Damian Lillard.

### Stagione 2014-2015: record di punti ai Timberwolves e parentesi agli Charlotte Hornets
Il 30 luglio 2014 firma un contratto annuale a 3,75 milioni di dollari con i Minnesota Timberwolves. Il 13 Gennaio 2015 segna 52 punti nella gara giocata a Indianapolis contro i locali Pacers, nuovo career-high e nuovo record di franchigia per il team di Minneapolis superando i 51 punti segnati da Corey Brewer nella stagione precedente.
Tuttavia quasi un mese dopo l'11 febbraio viene ceduto via trade agli Charlotte Hornets; in questa trade è rientrato anche Troy Daniels, andato a giocare negli Hornets insieme a Williams.

### Ritorno ai Cleveland Cavaliers: la vittoria dell'anello e il ritiro (2015-2016)
Il 6 luglio 2015 firmò un accordo annuale, con opzione per il secondo anno, da 3,4 milioni di dollari con i Cleveland Cavaliers, facendo così ritorno ai Cavs.
A fine anno vince il suo primo e unico anello della sua carriera. Nonostante il 15 giugno 2016 avesse rinnovato con la società dell'Ohio, decise di ritirarsi il 27 settembre 2016.

### Post-ritiro: i brevi passaggi ad Atlanta e Denver (2016-2017)
Nella stagione 2016-2017 rimase nel roster dei Cleveland Cavaliers nonostante si fosse ritirato. L'8 gennaio 2017 venne ceduto dai Cavaliers insieme a Mike Dunleavy Jr., una somma di denaro e una futura prima scelta agli Atlanta Hawks. Tuttavia gli Hawks lo cedettero ai Denver Nuggets 11 giorni dopo in cambio dei diritti su Cenk Akyol (e per far sì che i falchi firmassero il free agent Gary Neal). Tuttavia Williams in Colorado ebbe una toccata e fuga in quanto venne tagliato immediatamente dai Nuggets.

## Dopo il ritiro
Nel maggio 2018 diventa assistant coach dei CSUN Matadors, ritirandosi così dall'attività agonistica, e iniziando a intraprendere la carriera da allenatore.
Il 12 maggio 2020 viene scelto come nuovo allenatore degli Alabama State Hornets.

## Controversie sul ritiro
A seguito del suo ritiro Williams criticò i Cleveland Cavaliers con un post su Twitter con su scritto: <<Wish me luck today with my surgery. Just found out it's a little worst, which means a longer recovery>>.
Praticamente Williams si è autoaugurato buona fortuna per le cure al suo infortunio e ha anche detto che a nessuno è mai importato realmente delle sue condizioni fisiche.

## Statistiche
| † | Denota le stagioni in cui ha vinto il titolo |

### NCAA
| Anno      | Squadra            | PG | PT | MP   | TC%  | 3P%  | TL%  | RP  | AP  | PRP | SP  | PP   |
| --------- | ------------------ | -- | -- | ---- | ---- | ---- | ---- | --- | --- | --- | --- | ---- |
| 2001-2002 | Alabama Crim. Tide | 35 | -  | 32,0 | 37,6 | 26,2 | 85,7 | 3,9 | 4,5 | 1,7 | 0,1 | 10,4 |
| 2002-2003 | Alabama Crim. Tide | 29 | 29 | 35,8 | 43,1 | 31,7 | 83,8 | 3,9 | 3,9 | 1,2 | 0,2 | 16,4 |
| Carriera  | Carriera           | 64 | 29 | 33,7 | 40,5 | 29,4 | 84,7 | 3,9 | 4,2 | 1,5 | 0,1 | 13,1 |

### NBA

#### Regular season
| Anno       | Squadra             | PG  | PT  | MP   | TC%  | 3P%  | TL%  | RP  | AP  | PRP | SP  | PP   |
| ---------- | ------------------- | --- | --- | ---- | ---- | ---- | ---- | --- | --- | --- | --- | ---- |
| 2003-2004  | Utah Jazz           | 57  | 0   | 13,5 | 38,0 | 25,6 | 78,6 | 1,3 | 1,3 | 0,5 | 0,0 | 5,0  |
| 2004-2005  | Milwaukee Bucks     | 80  | 80  | 28,2 | 43,8 | 32,3 | 85,0 | 3,1 | 6,1 | 0,9 | 0,1 | 10,2 |
| 2005-2006  | Milwaukee Bucks     | 58  | 12  | 26,4 | 42,4 | 38,2 | 85,0 | 2,5 | 4,0 | 0,9 | 0,1 | 12,1 |
| 2006-2007  | Milwaukee Bucks     | 68  | 68  | 36,4 | 44,6 | 34,6 | 85,5 | 4,8 | 6,1 | 1,3 | 0,1 | 17,3 |
| 2007-2008  | Milwaukee Bucks     | 66  | 66  | 36,5 | 48,0 | 38,5 | 85,6 | 3,5 | 6,3 | 1,2 | 0,2 | 17,2 |
| 2008-2009  | Cleveland Cavaliers | 81  | 81  | 35,0 | 46,7 | 43,6 | 91,2 | 3,4 | 4,1 | 0,9 | 0,1 | 17,8 |
| 2009-2010  | Cleveland Cavaliers | 69  | 68  | 34,2 | 44,2 | 42,9 | 89,4 | 3,0 | 5,3 | 1,0 | 0,3 | 15,8 |
| 2010-2011  | Cleveland Cavaliers | 36  | 34  | 29,6 | 38,5 | 26,5 | 83,3 | 2,7 | 7,1 | 0,9 | 0,3 | 13,3 |
| 2010-2011  | L.A. Clippers       | 22  | 22  | 32,9 | 42,2 | 39,8 | 88,0 | 2,5 | 5,6 | 0,9 | 0,0 | 15,2 |
| 2011-2012  | L.A. Clippers       | 52  | 1   | 28,3 | 42,6 | 38,9 | 90,0 | 1,9 | 3,1 | 1,0 | 0,1 | 13,2 |
| 2012-2013  | Utah Jazz           | 46  | 46  | 30,8 | 43,0 | 38,3 | 88,2 | 2,4 | 6,2 | 1,0 | 0,2 | 12,9 |
| 2013-2014  | Portland T. Blazers | 74  | 0   | 24,8 | 41,7 | 36,9 | 87,6 | 2,1 | 4,3 | 0,7 | 0,1 | 9,7  |
| 2014-2015  | Minnesota T'wolves  | 41  | 19  | 28,0 | 40,3 | 34,7 | 85,1 | 2,4 | 6,4 | 0,7 | 0,2 | 12,2 |
| 2014-2015  | Charlotte Hornets   | 27  | 14  | 30,8 | 39,0 | 33,7 | 89,2 | 2,8 | 6,0 | 0,6 | 0,2 | 17,2 |
| 2015-2016† | Cleveland Cavaliers | 41  | 14  | 18,2 | 43,7 | 35,3 | 90,5 | 1,8 | 2,4 | 0,3 | 0,1 | 8,2  |
| Carriera   | Carriera            | 818 | 525 | 29,2 | 43,4 | 37,8 | 87,1 | 2,8 | 4,9 | 0,9 | 0,1 | 13,2 |
| All-Star   | All-Star            | 1   | 0   | 17,0 | 50,0 | 40,0 | -    | 2,0 | 5,0 | 0,0 | 0,0 | 12,0 |

#### Play-off
| Anno     | Squadra             | PG | PT | MP   | TC%  | 3P%  | TL%  | RP  | AP  | PRP | SP  | PP   |
| -------- | ------------------- | -- | -- | ---- | ---- | ---- | ---- | --- | --- | --- | --- | ---- |
| 2006     | Milwaukee Bucks     | 5  | 0  | 15,0 | 50,0 | 18,2 | -    | 0,6 | 2,0 | 0,2 | 0,0 | 7,2  |
| 2009     | Cleveland Cavaliers | 14 | 14 | 38,6 | 40,8 | 37,2 | 76,7 | 3,2 | 4,1 | 0,7 | 0,1 | 16,3 |
| 2010     | Cleveland Cavaliers | 11 | 11 | 37,4 | 40,9 | 32,7 | 80,4 | 3,1 | 5,4 | 0,5 | 0,2 | 14,4 |
| 2012     | L.A. Clippers       | 11 | 0  | 20,8 | 43,6 | 36,4 | 92,3 | 0,8 | 1,4 | 0,5 | 0,5 | 9,6  |
| 2014     | Portland T. Blazers | 8  | 0  | 23,4 | 37,3 | 23,8 | 90,9 | 1,5 | 1,9 | 0,4 | 0,0 | 7,4  |
| 2016†    | Cleveland Cavaliers | 13 | 0  | 5,2  | 28,6 | 23,1 | 50,0 | 0,5 | 0,2 | 0,3 | 0,0 | 1,5  |
| Carriera | Carriera            | 62 | 25 | 24,4 | 40,9 | 33,0 | 80,9 | 1,8 | 2,6 | 0,5 | 0,1 | 9,8  |

#### Massimi in carriera
- Massimo di punti: 52 vs Indiana Pacers (13 gennaio 2015)[14]
- Massimo di rimbalzi: 11 vs Miami Heat (20 dicembre 2006)
- Massimo di assist: 15 vs Chicago Bulls (28 dicembre 2007)
- Massimo di palle rubate: 6 vs Charlotte Bobcats (6 gennaio 2008)
- Massimo di stoppate: 4 vs Atlanta Hawks (2 aprile 2010)
- Massimo di minuti giocati: 51 vs Cleveland Cavaliers (17 dicembre 2007)

## Palmarès
- Campionato NBA: 1

Cleveland Cavaliers: 2016
- McDonald's All-American Game (2001)
- NBA All-Star (2009)